# Kê cộng với súng trường
Kê cộng với súng trường (giản thể: 小米加步枪; phồn thể: 小米加步槍; Hán-Việt: Tiểu mễ gia bộ thương; bính âm: Xiǎomǐ jiā bùqiāng), còn gọi là "Hạt kê và súng trường" hay "súng trường với túi kê", là cụm từ được Mao Trạch Đông sử dụng để mô tả vật tư và trang bị của Quân Giải phóng Nhân dân Trung Quốc.

## Bối cảnh
Trường hợp đầu tiên được ghi lại về việc Mao sử dụng cụm từ này là trong bài phát biểu của ông tại một cuộc họp đảng ở Diên An. Ông đang nhớ lại cuộc trò chuyện với David D. Barrett, một sĩ quan quân đội Mỹ được cử đi quan sát lực lượng của Đảng Cộng sản Trung Quốc chiến đấu trong Thế chiến thứ hai. Khi được cảnh báo rằng người Mỹ sẽ ủng hộ Tưởng Giới Thạch chống lại Đảng Cộng sản Trung Quốc nếu họ từ chối tham gia chính phủ liên hiệp, Mao đã trả lời:
Cụm từ này trở nên nổi tiếng ở phương Tây sau khi Mao nhắc lại nó trong cuộc phỏng vấn với phóng viên chiến trường người Mỹ Anna Louise Strong vào ngày 6 tháng 8 năm 1946. Ông nói như sau:
Nó phản ánh quan điểm của Mao rằng trang bị kém chất lượng của Quân Giải phóng là đủ để đánh bại binh lính Quốc dân Đảng được trang bị và tiếp tế tốt trong Cách mạng Cộng sản Trung Quốc, vì người dân Trung Quốc đứng đằng sau sự nghiệp cộng sản. Hạt kê (cùng với lúa mì), là nguồn lương thực chính của Bát lộ quân trong Chiến tranh Trung-Nhật lần thứ hai, và bị binh lính coi là một loại thực phẩm tầm thường. Cụm từ này nhanh chóng được Đảng Cộng sản Trung Quốc sử dụng để tuyên truyền nhằm ca ngợi cuộc đấu tranh yếu thế của họ chống lại Quốc dân Đảng.

## Nhận định
Một số học giả cho rằng Quân Giải phóng từ nội chiến Trung Quốc cho đến chiến tranh Triều Tiên là kết quả của chiến lược "kê cộng với súng trường". Những nhà nghiên cứu khác cho rằng "kê cộng với súng trường" chỉ là một phép ẩn dụ cho chiến thắng của Quân Giải phóng trước quân đội Quốc dân Đảng được trang bị vượt trội, và không tương ứng theo nghĩa đen với thực tế của các chiến dịch quy mô lớn, phòng thủ và tấn công đô thị trong nội chiến. Một số nhà nghiên cứu cũng chỉ ra rằng cụm từ "kê cộng với súng trường" làm giảm thiểu tầm quan trọng của viện trợ quân sự của Liên Xô trong Nội chiến. Mặc dù tầm quan trọng của sự trợ giúp của Liên Xô đã được Trần Vân, Hồ Kiều Mộc và các quan chức khác của Đảng Cộng sản Trung Quốc thừa nhận, giới học thuật ở Trung Quốc đại lục đã giảm thiểu tác động của nó. Hầu hết các nhà sử học đều đồng ý rộng rãi rằng Quân Giải phóng tham chiến với bất lợi đáng kể về vật chất so với lực lượng của Quốc dân Đảng.